# Rechtsufrige Zürichseebahn
| Bahnhof Tiefenbrunnen | |                                                              |                                                              |
| Streckennummer (BAV): | 710 (Zürich HB–ZH Langstrasse–ZH Hardbrücke) 745 (ZH Langstrasse–ZH Stadelhofen) 730 (ZH Stadelhofen–Rapperswil SG) |                                                              |                                                              |
| Fahrplanfeld: | 730 |                                                              |                                                              |
| Streckenlänge: | 31,90 km |                                                              |                                                              |
| Spurweite: | 1435 mm (Normalspur)                                                                                                |                                                              |                                                              |
| Stromsystem: | 15 kV 16,7 H ~ |                                                              |                                                              |
| Maximale Neigung: | 17 ‰ |                                                              |                                                              |
| Zweigleisigkeit: | Zürich HB–Zürich Stadelhofen, Zürich Tiefenbrunnen–Herrliberg-Feldmeilen, Meilen–Uetikon, Stäfa–Uerikon             |                                                              |                                                              |
| | |                                                              |                                                              |
| \| \| \| Strecken von Altstetten und Oerlikon \| \| \| \| 1,9 \| Zürich Hardbrücke \| 407 m ü. M. \| \| \| \| Vorbahnhof Viadukt 823 m \| \| \| \| \| Strecke nach Wipkingen–Oerlikon \| \| \| \| \| Limmatbrücke \| 175 m \| \| \| 2,8 \| Zürich Letten \| Zürich Letten \| \| \| 0,9 99,0 \| Hirschengrabenlinie Durchbindung 1990 \| Hirschengrabenlinie Durchbindung 1990 \| \| \| \| Vorbahnhoftunnel \| \| \| \| \| Lettentunnel 2093 m \| \| \| \| \| Sihlbrücke 67 m \| \| \| \| 0,3 \| Zürich HB (Gleishalle) \| 408 m ü. M. \| \| \| 99,9 \| Zürich HB (Tunnelbahnhof Museumstrasse) \| 394 m ü. M. \| \| \| \| Anschluss an die Fernverkehrslinien und an die S-Bahn Zürich \| \| \| \| \| Hirschengrabentunnel 2148 m \| \| \| \| \| Lettentunnel 2093 m \| \| \| \| 101,6 5,7 \| Hirschengrabenlinie seit 1989 \| Hirschengrabenlinie seit 1989 \| \| \| 5,7 \| Zürich Stadelhofen \| 410 m ü. M. \| \| \| \| Überdeckung Kreuzbühlstrasse \| \| \| \| 5,8 \| Abzweig Zürichberglinie nach Stettbach \| Abzweig Zürichberglinie nach Stettbach \| \| \| \| Riesbachtunnel 1493 m \| \| \| \| 7,9 \| Zürich Tiefenbrunnen \| 408 m ü. M. \| \| \| 9,5 \| Zollikon \| 415 m ü. M. \| \| \| 10,8 \| Küsnacht Goldbach \| 417 m ü. M. \| \| \| 11,7 \| Küsnacht ZH \| 415 m ü. M. \| \| \| 13,5 \| Erlenbach ZH \| 419 m ü. M. \| \| \| \| Hitzbergtunnel 70 m (re) / Erlenbach 71 m (li) \| \| \| \| 14,6 \| Winkel am Zürichsee \| 426 m ü. M. \| \| \| \| Seehaldebrücke I 96 m (re) \| \| \| \| \| Seehaldebrücke II 137 m (re) bzw. 37 m (li) \| \| \| \| 16,6 \| Herrliberg-Feldmeilen \| 423 m ü. M. \| \| \| 19,4 \| Meilen \| 420 m ü. M. \| \| \| 22,4 \| Uetikon \| 414 m ü. M. \| \| \| \| Langackerbrücke 64 m \| \| \| \| 23,6 \| Männedorf \| 419 m ü. M. \| \| \| \| Lattenbergtunnel 93 m \| \| \| \| 26,4 \| Stäfa \| 414 m ü. M. \| \| \| 28,9 \| Uerikon \| 426 m ü. M. \| \| \| \| ehemalige Uerikon-Bauma-Bahn nach Bubikon \| \| \| \| 31,4 \| Feldbach \| 426 m ü. M. \| \| \| \| Feldbachbrücke 68 m \| \| \| \| 33,8 \| Kempraten \| 412 m ü. M. \| \| \| \| von Zürich über Uster \| \| \| \| \| von Uznach/Ziegelbrücke \| \| \| \| 35,9 \| Rapperswil SG \| 409 m ü. M. \| \| \| \| nach Pfäffikon SZ \| \| | |                                                              |                                                              |
| Strecke | | Strecken von Altstetten und Oerlikon                         | Strecken von Altstetten und Oerlikon                         |
| Bahnhof | 1,9 | Zürich Hardbrücke                                            | 407 m ü. M.                                                  |
| Strecke von links · Kreuzung geradeaus unten · Strecke von rechts | | Vorbahnhof Viadukt 823 m                                     | Vorbahnhof Viadukt 823 m                                     |
| Strecke · Strecke · Abzweig ehemals geradeaus und nach links | | Strecke nach Wipkingen–Oerlikon                              | Strecke nach Wipkingen–Oerlikon                              |
| Strecke · Strecke · Brücke über Wasserlauf (Strecke außer Betrieb) | | Limmatbrücke                                                 | 175 m                                                        |
| Strecke · Strecke · Bahnhof (Strecke außer Betrieb) | 2,8 | Zürich Letten                                                | Zürich Letten                                                |
| Abzweig geradeaus und von links · Abzweig geradeaus und nach rechts · Strecke (außer Betrieb) | 0,9 99,0 | Hirschengrabenlinie Durchbindung 1990                        | Hirschengrabenlinie Durchbindung 1990                        |
| Strecke · Tunnelanfang · Strecke (außer Betrieb) | | Vorbahnhoftunnel                                             | Vorbahnhoftunnel                                             |
| Strecke · Strecke (im Tunnel) · Tunnelanfang (Strecke außer Betrieb) | | Lettentunnel 2093 m                                          | Lettentunnel 2093 m                                          |
| Brücke über Wasserlauf · Strecke (im Tunnel) · Strecke (im Tunnel) | | Sihlbrücke 67 m                                              | Sihlbrücke 67 m                                              |
| Kopfbahnhof Streckenende · Strecke (im Tunnel) · Strecke (im Tunnel) | 0,3 | Zürich HB (Gleishalle)                                       | 408 m ü. M.                                                  |
| Bahnhof (im Tunnel) · Strecke (im Tunnel) | 99,9 | Zürich HB (Tunnelbahnhof Museumstrasse)                      | 394 m ü. M.                                                  |
| Strecke (im Tunnel) · Strecke (im Tunnel) | | Anschluss an die Fernverkehrslinien und an die S-Bahn Zürich | Anschluss an die Fernverkehrslinien und an die S-Bahn Zürich |
| Tunnelende · Strecke (im Tunnel) | | Hirschengrabentunnel 2148 m                                  | Hirschengrabentunnel 2148 m                                  |
| Strecke · Tunnelende (Strecke außer Betrieb) | | Lettentunnel 2093 m                                          | Lettentunnel 2093 m                                          |
| Abzweig geradeaus und ehemals von links · Strecke nach rechts (außer Betrieb) | 101,6 5,7 | Hirschengrabenlinie seit 1989                                | Hirschengrabenlinie seit 1989                                |
| Bahnhof | 5,7 | Zürich Stadelhofen                                           | 410 m ü. M.                                                  |
| Tunnelanfang | | Überdeckung Kreuzbühlstrasse                                 | Überdeckung Kreuzbühlstrasse                                 |
| Abzweig geradeaus und nach links (im Tunnel) | 5,8 | Abzweig Zürichberglinie nach Stettbach                       | Abzweig Zürichberglinie nach Stettbach                       |
| Tunnelende | | Riesbachtunnel 1493 m                                        | Riesbachtunnel 1493 m                                        |
| Bahnhof | 7,9 | Zürich Tiefenbrunnen                                         | 408 m ü. M.                                                  |
| Bahnhof | 9,5 | Zollikon                                                     | 415 m ü. M.                                                  |
| Haltepunkt / Haltestelle | 10,8 | Küsnacht Goldbach                                            | 417 m ü. M.                                                  |
| Bahnhof | 11,7 | Küsnacht ZH                                                  | 415 m ü. M.                                                  |
| Bahnhof | 13,5 | Erlenbach ZH                                                 | 419 m ü. M.                                                  |
| Tunnel | | Hitzbergtunnel 70 m (re) / Erlenbach 71 m (li)               | Hitzbergtunnel 70 m (re) / Erlenbach 71 m (li)               |
| Haltepunkt / Haltestelle | 14,6 | Winkel am Zürichsee                                          | 426 m ü. M.                                                  |
| Brücke | | Seehaldebrücke I 96 m (re)                                   | Seehaldebrücke I 96 m (re)                                   |
| Brücke | | Seehaldebrücke II 137 m (re) bzw. 37 m (li)                  | Seehaldebrücke II 137 m (re) bzw. 37 m (li)                  |
| Bahnhof | 16,6 | Herrliberg-Feldmeilen                                        | 423 m ü. M.                                                  |
| Bahnhof | 19,4 | Meilen                                                       | 420 m ü. M.                                                  |
| Bahnhof | 22,4 | Uetikon                                                      | 414 m ü. M.                                                  |
| Brücke | | Langackerbrücke 64 m                                         | Langackerbrücke 64 m                                         |
| Bahnhof | 23,6 | Männedorf                                                    | 419 m ü. M.                                                  |
| Tunnel | | Lattenbergtunnel 93 m                                        | Lattenbergtunnel 93 m                                        |
| Bahnhof | 26,4 | Stäfa                                                        | 414 m ü. M.                                                  |
| Bahnhof | 28,9 | Uerikon                                                      | 426 m ü. M.                                                  |
| Abzweig geradeaus und ehemals nach links | | ehemalige Uerikon-Bauma-Bahn nach Bubikon                    | ehemalige Uerikon-Bauma-Bahn nach Bubikon                    |
| Bahnhof | 31,4 | Feldbach                                                     | 426 m ü. M.                                                  |
| Brücke | | Feldbachbrücke 68 m                                          | Feldbachbrücke 68 m                                          |
| Haltepunkt / Haltestelle | 33,8 | Kempraten                                                    | 412 m ü. M.                                                  |
| Abzweig geradeaus und von links | | von Zürich über Uster                                        | von Zürich über Uster                                        |
| Abzweig geradeaus und von links | | von Uznach/Ziegelbrücke                                      | von Uznach/Ziegelbrücke                                      |
| Bahnhof | 35,9 | Rapperswil SG                                                | 409 m ü. M.                                                  |
| Strecke | | nach Pfäffikon SZ                                            | nach Pfäffikon SZ                                            |

Als Rechtsufrige Zürichseebahn wird die 1894 eröffnete Eisenbahnstrecke am rechten Ufer des Zürichsees bezeichnet, die von Zürich über Meilen nach Rapperswil führt.

## Geschichte

### Projekt
Schon früh bestanden Pläne, die Goldküste mit öffentlichen Verkehrsmitteln zu erschliessen. Im Jahr 1862 tauchte die Idee für eine Amerikanische Strassenbahn auf, ein Rösslitram, das auf der Seestrasse von Zürich nach Rapperswil fahren sollte.
Der Wunsch aber, den Nordost-Bahnhof mit dem See zu verbinden und die Verbindung durch eine normalspurige Eisenbahnstrecke zu erschliessen, war übermächtig. Der Zürcher Kantonsingenieur und Eisenbahnpionier Kaspar Wetli wurde beauftragt, eine solche Bahn zu realisieren. Um die Linienführung durch das städtische Gebiet entstanden verschiedene Ideen wie der Bau einer Bahn durch die jetzige Bahnhofstrasse oder von Zürich Enge her mittels einer Brücke und quer durch die Quaianlage nach Tiefenbrunnen. Die städtischen Planer hingegen bevorzugten einen Riesbachtunnel von Tiefenbrunnen bis nach Stadelhofen und daran anschliessend einen Zürichbergtunnel zum damaligen Schlachthaus, von wo aus die Züge mittels einer Spitzkehre den Nordost-Bahnhof erreichen konnten.

### Bau
Am 30. April 1871 konstituierte sich die Gesellschaft zur Begründung einer rechtsufrigen Zürichseebahn. Zuerst wurde der Firma Kuchen & Napier der Bahnbau übertragen, aber die Gesellschaft war nicht fähig, die Arbeiten auszuführen und lieferte nur die Bahnschwellen. So übernahm die Schweizerische Nordostbahn (NOB) den Bau der Strecke und 1873 erfolgte der Baubeginn. Doch schon bald wurde die NOB durch eine Finanzkrise am Weiterbau gehindert und während rund zehn Jahren blieben alle Bauarbeiten dieser Gesellschaft eingestellt. Als die NOB finanziell wieder etwas erstarkt war, verlangte der Beschluss des Bundesrates vom 23. Juni 1887, dass alle ausgesetzten Bauarbeiten wieder fortgesetzt werden mussten.
Ab Frühling 1889 wurde an der Strecke wieder weitergebaut. Nach der Zwangspause machte sich dieser Bauunterbruch aber nachteilig bemerkbar, besonders im Stadtgebiet, wo sich ein Hausbesitzer vor Bundesgericht erfolgreich gegen die Unterquerung seines Kellers durch den Zürichbergtunnel wehrte. Auch waren in der Nähe des Hauptbahnhofes auf dem früher vorgesehenen Bahntrassee Häuser gebaut worden. So blieb den Bahnbauern nichts anderes übrig, als einen neuen Letten-Tunnel von Stadelhofen nach Letten zu bauen und von dort mittels einer Schlaufe die Strecke in den Hauptbahnhof einzuführen. Der schon 88,8 Meter ausgebrochene Zürichbergtunnel beim Bahnhof Stadelhofen wurde darauf bis zur Realisierung der S-Bahn Ende der 1980er Jahre als idealer Lagerort einer Weinfirma benutzt.
Aber auch auf dem Lande hatte sich einiges geändert, so stritt man sich in der Gemeinde Küsnacht, ob sich der Bahnhof ober- (dorfseitig) oder unterhalb (seeseitig) des Trassees befinden soll (schliesslich unterhalb) und um den Standort des Bahnhofes in der Gemeinde Herrliberg. Dort war der vorgesehene Bahnhof rund 350 Meter ausserhalb der Gemeindegrenze in Feldmeilen vorgesehen, doch auch die Intervention beim Bundesrat brachte nichts und verhallte ungehört.

### Eröffnung

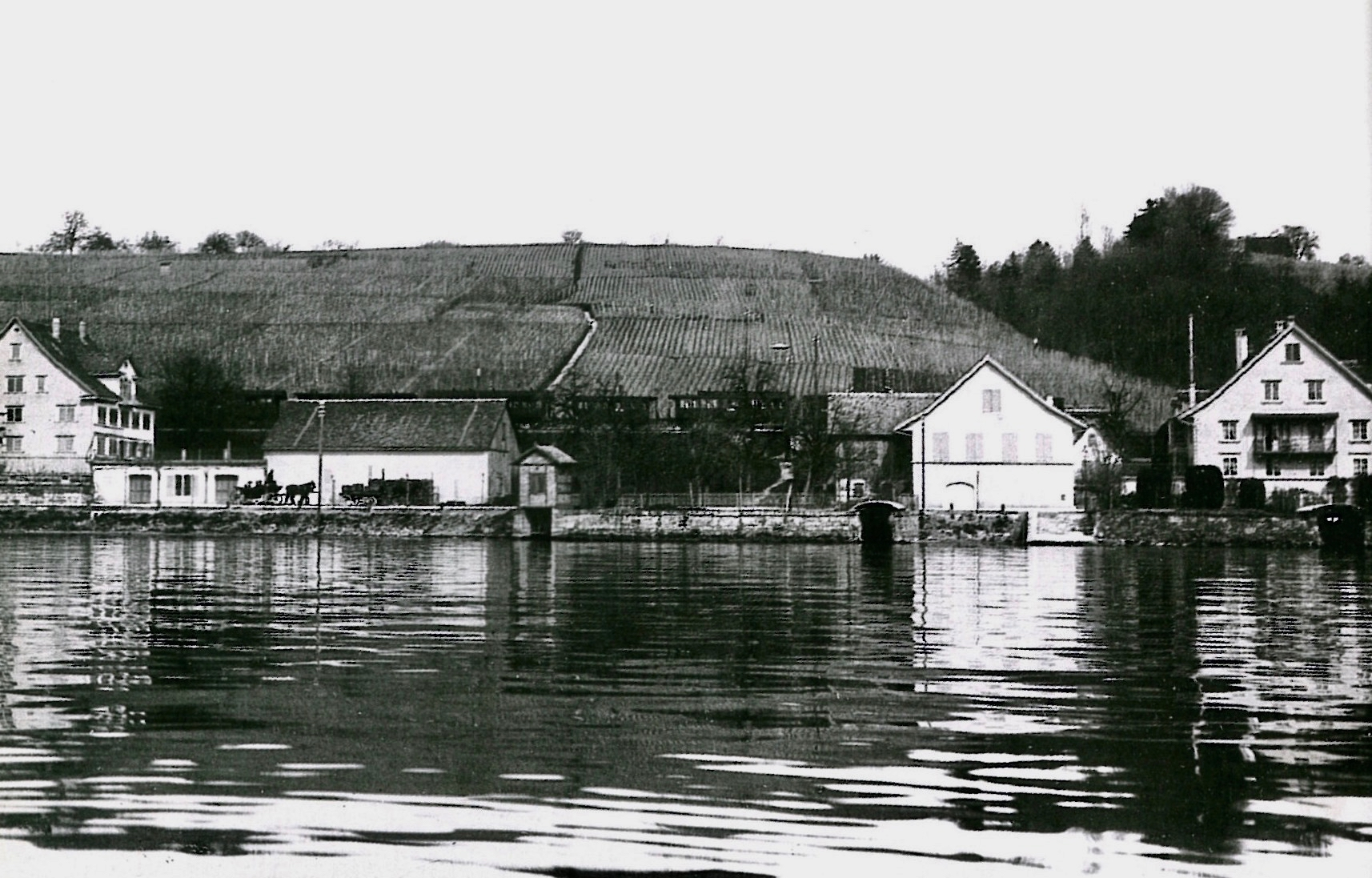
Zürichseebahn in Zollikon vor der Goldenen Halde, um 1905

Am 12. März 1894 wurde die 30,3 Kilometer lange Strecke von Stadelhofen nach Rapperswil amtlich abgenommen und zwei Tage später eingeweiht. Am Eröffnungstag, dem 14. März, fuhr ein Festzug mit zwei bekränzten Lokomotiven und 14 Wagen um 12:20 Uhr von Stadelhofen aus dem See entlang nach Rapperswil. Unterwegs wurde der Zug überall herzlich willkommen geheissen und es wurden längere Halte eingeschaltet. In Herrliberg regte sich ein Unmut, weil der örtliche Bahnhof, die heute noch bestehende Station Herrliberg-Feldmeilen, in der Gemeindegemarkung von Meilen angelegt worden war. Bereits am Morgen wurden schwarze Fahnen und Flaggen ausgehängt, und im Unter-Grüt begrüssten zwei Masken (Bööggen) den Extrazug. Auf der Rückfahrt des Extrazuges wurden diese Bööggen mit Petrol begossen. Als der Zug vorbeifuhr, wurden brennende Torfstücke auf die Eisenbahnwagen geworfen und durch Steine gingen gar einige Scheiben zu Bruch. Es entstand ein Schaden von 7 Franken. Diesen Zwischenfall bezeichnete man später als Herrliberger Eisenbahnkrawall und acht Herrliberger kamen in Untersuchungshaft, von denen drei zu zwei Monaten Gefängnis verurteilt wurden.
Am folgenden Tag, dem 15. März 1894, wurde von Stadelhofen bis Rapperswil der fahrplanmässige Betrieb aufgenommen. Je Richtung bedienten acht Züge die Stationen und legten die Strecke in 67 bis 75 Minuten zurück. Erst etwas über sechs Monate später wurde am 1. Oktober 1894 der durchgehende Betrieb von Rapperswil bis zum Zürcher Hauptbahnhof durch den Lettentunnel und darauf auf einem Viadukt parallel zur Stammstrecke Zürich–Winterthur dem Betrieb übergeben. Im Jahr 1902 ging die NOB an die Schweizerischen Bundesbahnen (SBB) über.

### Ausbau
Ab dem 15. Mai 1926, nach der Ergänzung der Strecke mit einer Fahrleitung, konnten die Züge elektrisch geführt werden und zugleich wurde die Haltestelle Goldbach in Betrieb genommen. Fortlaufend wurden kleinere Anpassungen und Ausbauten vorgenommen. So erhielt Küsnacht anstelle verschiedener Niveauübergänge eine zentrale Unterführung und es wurden Pendelzüge eingeführt, die man wegen ihres blau-weissen Anstrichs auch Arbeiterpullman nannte.
1943 kam der Gedanke für einen sogenannten Bahnhof Leonhardsplatz auf (damalige Bezeichnung des heutigen Central). Mittels eines Zugangsstollens und einer Liftanlage zur ETH sollte die Strecke im Lettentunnel zwischen Stadelhofen und Letten besser an die Stadt Zürich angeschlossen werden. In Spitzenzeiten sollten die Züge in Letten gewendet werden können, um den Hauptbahnhof zu entlasten. Beim Bau der neuen S-Bahn-Verbindung von Stadelhofen nach Zürich HB sollte dieses Projekt als Station Universität wieder ins Gespräch kommen.
Die Betriebsführung wurde immer schwieriger, waren doch auf der einspurigen Strecke bei 80 Zügen auch 200 Zugskreuzungen notwendig. Deswegen wurden in den fünfziger Jahren erste Studien in Auftrag gegeben, wie mit finanziell tragbaren Mitteln eine Verbesserung der Fahrplanstabilität erreicht werden könnte. Der Ausbau auf eine durchgehende Doppelspur wurde als nicht zu verantworten verworfen. Es zeigte sich aber, dass bei Anwendung eines starren Fahrplans, Fahrzeugen mit hohen Beschleunigungsvermögen und zwei Doppelspurinseln, die eine fliegende Kreuzung ermöglichen, das erwünschte Ziel erreicht werden könnte. Dabei waren durch die Beibehaltung der bisheriger Kreuzungsbahnhöfe Zusatzzüge und Güterzüge weiterhin möglich.
1967 wurden auf der Strecke zwei Doppelspurinseln gebaut, zwischen Erlenbach und Herrliberg-Feldmeilen sowie Stäfa und Uerikon. Ein Jahr später kam eine weitere zwischen Küsnacht und Erlenbach hinzu. Mit diesen Inseln war die Einführung eines durchgehenden Halbstunden-Taktfahrplans möglich. Mit den Triebzügen RABDe 12/12 und den kurzlebigen Prototyptriebzügen RABDe 8/16 realisierte man den ersten S-Bahnbetrieb der Schweiz. Sogenannte Sichtwagen an der Spitze beziehungsweise am Schluss der Züge waren nur für Reisenden mit Sichtfahrausweisen vorgesehen, die durch sporadische Kontrollen auf ihre Gültigkeit geprüft wurden. Die Züge fuhren ab 1969 in einem starren Fahrplan alle dreissig Minuten mit einer Fahrzeit von 48 Minuten, wobei der Bahnhof Stadelhofen der eigentliche Fixpunkt war, wo allfälligen Taktabweichungen, die wegen der Zuglage im Hauptbahnhof Zürich entstanden, aufgefangen wurden. Es waren dafür vier Umläufe mit bis zu vier Fahrzeugen notwendig. Bei der Einführung des starren Fahrplans 1969 waren 16 der insgesamt 20 Fahrzeug des Typs RABDE 12/12 auf dieser Strecke verplant.
Im Jahr 1976 wurde auf der ganzen Strecke die Selbstkontrolle der Fahrausweise durch die Reisenden eingeführt, und die Züge verkehrten ohne Begleitung. Der kondukteurlose Regionalverkehr war damals bei den SBB noch ungewöhnlich. Am 27. Mai 1979 wurde zwischen Feldbach und Rapperswil in der früheren Gemeinde Jona SG die Haltestelle Kempraten eröffnet.
2019 wurde in Herrliberg-Feldmeilen ein Wendegleis eröffnet, welches für die Einführung der S20 notwendig war.

#### Ausbau bis 2035
Der Bahnhof Stadelhofen gilt als eines der grössten Nadelöhre im Zürcher S-Bahn-System. Auf den drei Gleisen verkehren neun S-Bahn Linien, was bei vier Bewegungen pro Linie und Stunde insgesamt 36 Züge pro Stunde ergibt. In den Stosszeiten erhöht sich diese Zahl durch Zwischenzüge auf rund 40 Züge pro Stunde.
Nationalrat und Ständerat haben 2019 einem umfassenden Ausbau des Bahnhofs Stadelhofen im Rahmen von STEP 2035 zugestimmt. Durch den Bau eines vierten unterirdischen Gleises und drei Zufahrtstunnels steigt die Kapazität des Bahnhofs um 50 %. Die neuen Tunnels entflechten kreuzungsfrei die Verzweigung zum Zürichbergtunnel und zum Riesbachtunnel der Rechtsufrigen Zürichseelinie. Die Zufahrt zum neuen vierten Gleis zweigt nach der Ausfahrt aus dem Hauptbahnhof Zürich und der Unterquerung des Weinbergtunnels aus dem Hirschengrabentunnel ab. Auf der Ostseite des Bahnhofs wird eine unterirdische Verzweigung erstellt. Ein Tunnelast führt in den doppelspurigen Zürichbergtunnel, ein zweiter folgt als zweiter Riesbachtunnel parallel dem bestehenden, einspurigen Riesbachtunnel bis zum Bahnhof Tiefenbrunnen. Der Baustart ist frühestens für 2027 geplant. Das ganze Bauwerk wird ca. 2,5 km lang werden und 1.1 Mia. Franken kosten.
Um den geplanten durchgehenden Viertelstundentakt am ganzen rechten Seeufer einführen zu können, braucht es zusätzlich zum Ausbau Stadelhofen den Doppelspurausbau Meilen–Herrliberg-Feldmeilen. Die SBB planen, die Doppelspurstrecke bis ca. 2032 erstellen zu können.

### Unfälle
Am 18. Januar 1971 prallten in der Station Herrliberg-Feldmeilen die zwei Goldküstenexpress-Züge RABDe 12/12 1109 und 1119 wegen einer defekten Weiche und Fehlern von Stationsbeamten zusammen. Beim Unfall verstarben sechs Personen, 17 wurden verletzt.
Am 25. März 1971 stiessen die RABDe 12/12 1113 und 1117 bei der Ausfahrt in Uerikon zusammen, weil einer der Triebfahrzeugführer ein geschlossenes Ausfahrsignal überfuhr. Die Kollision forderte 16 Verletzte.

## S-Bahn Zürich

Linienführungen Zürich HB – Zürich Stadelhofen

Die Infrastrukturneubauten für die S-Bahn Zürich umfassten die neue doppelspurige Bahnstrecke Hardbrücke–Hauptbahnhof–Stadelhofen, die sogenannte Hirschengrabenlinie, welche die bisherige Linienführung über den Bahnhof Letten überflüssig machte. Deren Herzstück, der Hirschengrabentunnel, wurde am 28. Mai 1989 vorläufig in Betrieb genommen und ersetzte die tags zuvor stillgelegte Lettenlinie (Stadelhofen–Letten–Hauptbahnhof), womit die bereits im 19. Jahrhundert diskutierte direkte Verbindung zwischen Stadelhofen und dem Hauptbahnhof verwirklicht wurde.
Der Kompletteröffnung der Hirschengrabenlinie, des Bahnhofs Stadelhofen, der Zürichberglinie (Stadelhofen–Stettbach) und des im Profil erweiterten Riesbachtunnels (Stadelhofen–Tiefenbrunnen) fand am 27. Mai 1990 statt, als Herzstück der S-Bahn Zürich. Die Regionalzüge auf der rechtsufrigen Seebahn wurden damit zu radial durch den Durchgangsbahnhof Museumstrasse verlaufenden S-Bahnlinien durchgebunden.
Die SBB beabsichtigten, die Lettenlinie für eine allfällige spätere Nutzung in ihrem Besitz zu behalten, waren jedoch harscher Kritik ausgesetzt, nachdem sich 1992 auf dem stillgelegten Bahnareal die Drogenszene ausgebreitet hatte. Nach der polizeilichen Räumung 1995 wurden die Gleise entfernt. Der mangels Unterhalt inzwischen stellenweise einsturzgefährdete Lettentunnel wurde zwischen Oktober 2002 und Frühjahr 2004 aufgefüllt, das übrige Bahntrassee zwischen dem ehemaligen Bahnhof und dem Industriequartier nach Abschluss der Arbeiten durch einen Velo- und Fussweg ersetzt.
Im Fahrplanjahr 2008 wurde die rechtsufrige Zürichseebahn von drei S-Bahn-Linien befahren:
- S 6 Baden – Regensdorf-Watt – Zürich HB – Uetikon
- S 7 Winterthur – Kloten – Zürich HB – Stadelhofen – Meilen – Rapperswil
- S 16 Zürich Flughafen – Zürich HB – Herrliberg-Feldmeilen (– Meilen)
- SN7 Bassersdorf – Oerlikon – Zürich HB – Stadelhofen – Stäfa (ZVV-Nachtnetz)

Um einen Ausbau des Angebots auf der Strecke zu ermöglichen, ist ein viertes Gleis am Bahnhof Stadelhofen geplant, das von 2027 bis 2037 gebaut werden soll.